# 曲家庄站
曲家庄站（建设时工程名为稻香站）是济南轨道交通3号线的地铁车站，位于中华人民共和国山东省济南市历城区鲍山街道稻香路地下，2024年11月22日投入运营。

## 出入口
车站共设置4个出入口。
| 編號     | 指示 |
| -------- | ---- |
| 出口 · A |      |
| 出口 · B |      |
| 出口 · C |      |
| 出口 · D |      |

### 临近地点
- 曲家庄村委会